# Antigua catedral de San Salvador del Congo
La antigua Catedral de San Salvador del Congo (en portugués: Catedral de São Salvador do Congo; conocida popularmente en kikongo como kulumbimbi), construida a finales del siglo XV en la capital del Reino del Congo, fue una de las primeras catedrales católicas en el África subsahariana.

## Historia

### Antecedentes
En sus viajes por la costa africana a inicios de los años 1480, el navegante portugués Diego Cao escuchó relatos acerca de un gran imperio que dominaba el comercio en la región. Hacia 1482 o 1483 la carabela portuguesa, capitaneada por Diogo Cão alcanzó la desembocadura del río Congo, e hizo una visita al manicongo Nzinga Nkuwu (luego llamado João I) en M'Banza Kongo, ciudad fundada ese mismo año y por aquel entonces capital del Reino del Congo, convenciéndole de que abriese su país a los portugueses, país bajo el reinado de Juan II. Cao volvió a Portugal, llevando distintos emisarios del reino africano.
En Lisboa, estos emisarios fueron bautizados y convertidos al catolicismo antes de volver a su reino, al que llegaron  el 19 de diciembre de 1490, a bordo de tres navíos, enviados por Portugal, bajo el mando de Gonçalves de Sousa; junto a ellos también viajaron numerosos misioneros católicos bajo el papado de Inocencio VIII, así como artesanos carpinteros y soldados portugueses, llevando también con ellos mercancías y regalos para agasajar la corte congoleña.

### Construcción
La construcción como simple iglesia de la que luego sería catedral, fue iniciada hacia 1491, bajo João I, concretamente, y de acuerdo con los documentos de la época, entre el 6 de mayo de 1491 y el 6 de julio del mismo año; posteriormente sería reparada y ampliada hacia 1534, bajo el reinado de Afonso I. Hacia 1570, bajo el reinado de Álvaro I del Congo, los pueblos jagas del este tomaron brevemente la ciudad, incendiando la iglesia, que más tarde fue reconstruida.
Fue elevada al estatus de catedral en 1596, ya bajo el rey Álvaro II del Congo. Este mismo monarca intentó en 1613, a través del papa Paulo V, que el rey de Portugal se hiciera cargo del costo del mantenimiento de los obispos y los canónigos de la catedral.

### Decadencia
La ciudad fue saqueada en varias oportunidades durante las guerras civiles que siguieron a la Batalla de Mbwila de 1665, la primera de ellas en 1668, y fue abandonada en 1678, tras ser arrasada por las tropas del pretendiente al trono Pedro III, quedando la catedral en ruinas. La urbe fue reocupada brevemente por los distintos príncipes en disputa, así: por Manuel I (con el apoyo de la Princesa de Soyo) en 1690, por João II en 1696 y un poco más tarde, ese mismo año, por Pedro IV, cuyas tropas, durante su breve estancia, despejaron el área de la catedral y de la plaza central de la ciudad. En los primeros años del siglo XVIII, el mismo Pedro IV del Congo, envió colonos a ocupar la antigua capital ahora abandonada, pero no fue sino hasta 1705 cuando se estableció una población permanente en la ciudad, con los seguidores de la líder religiosa Beatriz Kimpa Vita, líder de la herejía antonianista, quien se instaló en los restos de la catedral y los convirtió en su residencia. La ciudad fue restablecida como capital del Reino por Pedro IV en 1709, pero la catedral, ya en ruinas, no fue rehabilitada.

### SiglosXIXyXX
De acuerdo con un testimonio de 1879, por aquel entonces la fachada oeste se había caído y el techo había desaparecido. El altar mayor estaba cubierto de pequeños helechos, pero en buenas condiciones. Había una capilla de la Virgen en el lado norte de la nave, y una sacristía en el lado sur del presbiterio. En la actualidad sólo permanecen algunas de las estructuras de la nave central.
Las ruinas de la antigua catedral fueron visitadas por el papa Juan Pablo II en junio de 1992, durante su visita a Angola.

### Actualidad
En 2010 se anunció un plan de restauración de los restos de la antigua catedral y del conjunto arquitectónico anexo de cara a ser considerado por la UNESCO como Patrimonio de la Humanidad, abarcando el área conocida con el nombre de Cidade Velha.